# Штейнберг, Рафаил Ильич
Рафаил Ильич Ште́йнберг (1910—1979) — советский авиаконструктор.

## Биография
Родился в г. Харьков в семье юриста. Получил блестящее образование. С детства отличался редкими музыкальными способностями, что позволило ему поступить и успешно закончить Гнесинское училище в Москве по классу фортепиано. Его однокурсником был выдающийся советский композитор Тихон Николаевич Хренников. В репертуаре преобладали произведения С. В. Рахманинова и Ф. Шопена. Однако карьера музыканта не сложилась: в результате медикаментозного вмешательства после несчастного случая у него отнялись ноги, что не позволило заниматься концертной деятельностью.
После окончания Гнесинки Рафаил Ильич поступает на физический факультет Московского государственного университета имени М. В. Ломоносова. Уже будучи студентом МГУ, он участвует в Первом Всесоюзном конкурсе музыкантов-исполнителей в 1933 году и становится его дипломантом. Успешно закончив Московский университет, в 1938 начинает работать в ЦАГИ. в группе генерального конструктора А. Н. Туполева.
В ЦАГИ работал до самой смерти в 1979 году. Один из создателей советской военной авиации.
Доцент (1964), позже профессор, преподаватель Факультета аэромеханики и летательной техники МФТИ.
Доктор технических наук.

## Награды и премии
- Сталинская премия второй степени (1947) — за разработку проектов новых крыльев для скоростных самолётов
- премия имени Н. Е. Жуковского (1967) — за работу по Ту-144.

## Публикации
- Интерференция корпуса и крыла со сверхзвуковой кромкой//Тр. ЦАГИ. 1967 — вып. 1035. — С. 1-19.
- Интерференция крыла с корпусом некругового сечения при сверхзвуковых скоростях./ Р. И. Штейнберг. Техн. отчёты ЦАГИ. 1968. — вып. 324. — С. 14-27.
- Бюшгенс Г. С., Штейнберг Р. И. Развитие аэродинамики и динамики летательных аппаратов в ЦАГИ. М.: ЦАГИ, 1968. 52 с.
- Бюшгенс Г. С., Штейнберг Р. И. Развитие аэродинамики и динамики летательных аппаратов. М.: ЦАГИ, 1968.- 95 с.

Перевёл книгу: А. Ферри. Аэродинамика сверхзвуковых течений — Москва : Гостехиздат, 1952. — 468 с. : ил.